# Militärpsychologie
Die Militärpsychologie befasst sich mit der psychischen Eignung für militärische Tätigkeiten, psychischen Belastungen durch den soldatischen Dienst sowie dessen längerfristigen Folgen. Sie war die erste Disziplin der Angewandten Psychologie, die während des Ersten Weltkrieges breite Anerkennung fand und von den Armeen gefördert worden ist. Im weiteren Sinne geht es auch um die Reaktionen (Panik) nach dem Einsatz etwa von ABC-Waffen in der Zivilbevölkerung oder die weitere Einsatzfähigkeit von Truppen danach.

## Geschichte
Als die USA 1917 in den Ersten Weltkrieg eintraten, wurde ein Eignungstest (Weiterentwicklung des Stanford-Binet-Test) durch Psychologen (Lewis M. Terman) entworfen und in einem halben Jahr mehr als eineinhalb Millionen Male eingesetzt. In Deutschland prüften Psychologen Kraftfahrer, Funker und Horcher auf die notwendigen Fähigkeiten für den Militäreinsatz. Nach dem Krieg begann die zivile Nutzung durch Industrie und Schulen. So wurde aus einer rein akademischen Disziplin eine stark nachgefragte Anwendung in einem Berufsfeld. In der Weimarer Republik schuf nach einer Anlaufphase ab 1921 die Reichswehr 1925 die ersten Planstellen für Psychologen im öffentlichen Dienst; ab 1927 wurden alle Offizieranwärter psychologisch untersucht, auch von der Wehrmacht bis 1942, als keine Auswahl mehr sinnvoll war. Dabei wurden z. B. Rechenaufgaben während der Bewegung im Rhönrad gestellt, Flieger wurden auf ihren Orientierungssinn getestet. Auch wurden Ursachen für Flugunfälle untersucht. Zwei Unterdisziplinen entstanden dadurch: die Ausdruckskunde und die Charakterkunde, die in Deutschland bis in die 1970er Jahre zum Pflichtstudium gehörten. Die genauen Anforderungen des Psychologiestudiums wurden 1941 erstmals durch eine Diplom-Prüfungsordnung geregelt. Der Vorsitzende der Deutschen Gesellschaft für Psychologie, Oswald Kroh, erhielt 1938 in München die Denomination für Heerespsychologie. Nach seiner Auffassung war es die Aufgabe der Psychologen, „jeden Volksgenossen“ dorthin zu stellen, wo er die maximale Leistung erbringen könne (Schreiben 1940). In der Kriegsmarine setzte Großadmiral Erich Raeder den Fortbestand der Militärpsychologie bis 1945 durch, weil er mit ihren Empfehlungen und Ergebnissen sehr zufrieden war. Hauptaufgaben waren vor allem die Prüfung von Bewerbern: Offizierbewerber, Waffenleitvorleute, Signalmeister, E-Messer, Horcher und Fla-Horcher. Daneben wurden die Psychologen gelegentlich auch angefordert, an Kriegsgerichtsverhandlungen als Gutachter teilzunehmen sowie Selbstmordfälle zu untersuchen.
Eine ähnliche Professionalisierung erfuhr die Psychologie in Großbritannien und in Kanada während des Zweiten Weltkriegs. Bei der Wiederaufrüstung der Bundeswehr wurden wieder Militärpsychologen der Wehrmacht eingestellt. In der US-Armee fanden die in Deutschland entwickelten Pilotentests eine Wiederverwendung. Das Pentagon finanzierte in den 1950er Jahren zahlreiche Studien in den USA über scheinbar zivile Themen, wie Konzeptbildung bei Tauben oder sensorische Deprivation, die tatsächlich militärisch motiviert waren.
In der DDR gab es an der Militärakademie Friedrich Engels ein Institut für Militärpädagogik und Militärpsychologie. In Österreich gibt es einen Heerespsychologischen Dienst. Hubert Annen ist Dozent für Militärpsychologie und Militärpädagogik an der Militärakademie an der ETH Zürich.
Ebenfalls seit dem Ersten Weltkrieg gibt es eine medizinische Militärpsychiatrie, die für die vielen nervlich Verletzten notwendig wurde (Kriegszitterer).

## Bekannte Militärpsychologen
Viele Psychologen, Pädagogen und Philosophen haben ihren Wehrdienst als Militärpsychologen geleistet.

### Deutschland
- Johann Baptist Rieffert (1883–1956), 1925–1931 Pionier der Heerespsychologie in der Reichswehr
- Max Simoneit (1896–1962), 1927–1942 in leitender Stellung der Heerespsychologie
- Karl Mierke (1896–1971), Psychologe, Pädagoge, Leitender Marinepsychologe
- Friedrich Copei (1902–1945), Pädagoge
- Konrad Lorenz (1903–1989), Verhaltensbiologe, Medizin-Nobelpreisträger
- Gustav Nass (1901–1995), Psychologe und Kriminologe
- Heinrich Roth (1906–1983), Pädagoge und Bildungsreformer
- Leonhard von Renthe-Fink (1907–1993), Psychologe
- Hubert Rohracher (1903–1972), Psychologe und Jurist
- Julius Ebbinghaus (1885–1981), Philosoph
- Robert Heiß (1903–1974), Luftwaffenpsychologe und führender „Charakterologe“ an der Universität Freiburg/Br.
- Max Müller (1906–1994), Philosoph
- Martin Honecker (1888–1941), Psychologe und Philosoph
- Theodor Scharmann (1907–1986), Wirtschafts- und Sozialpsychologe
- Albert Wellek (1904–1972), Psychologe

### Israel
- Daniel Kahneman (1934–2024), Tester der Offiziersbewerber und Psychologe

### Schweden
- Torsten Husén (1916–2009), Erziehungspsychologe

### USA
- Thomas Anthony Harris (1910–1995), Leiter der Psychiatrie in der US-Marine, diente 1941 in Pearl Harbor
- Jerome Bruner (1915–2016), Soldat für Psychologische Kriegsführung
- Robert Gagné (1916–2002), Luftwaffenpsychologe
- Julian B. Rotter (1916–2014), Luftwaffenpsychologe
- Dave Grossman (* 1956), Militärpsychologe und Autor